# Ichiro Hasegawa
Ichiro Hasegawa (Nishinomiya, 23 gennaio 1928 – Kōbe, 1º maggio 2016) è stato un docente ed astrofilo giapponese.
È stato professore dell'Università di Otemae e uno dei più famosi astrofili giapponesi. Hasegawa è stato membro dell'Unione Astronomica Internazionale, partecipando ai lavori delle sezioni III e XII, nelle commissioni 16, 20, 22 e 41, dell'Oriental Astronomical Association, di cui è stato anche presidente , e dell'International Meteor Organization. Si è occupato in particolare di ricerche in antichi documenti di osservazioni relative a comete e sciami meteorici e di calcolo di orbite. 

## Elenco parziale dei principali lavori
- (EN)  (1958) Historical Records of Meteor Showers in China, Korea, and Japan (assieme a Susumo Imoto)[7].
- (EN)  (1979) Orbits of Ancient and Medieval Comets[8].
- (EN)  (1980) Catalogue of Ancient and Naked-Eye Objects [9].
- (EN)  (1990) Predictions of the meteor radiant point associated with a comet[10].
- (EN)  (1992) Historical variation in the meteor flux as found in chinese and japanese chronicles [11].
- (EN)  (1993) Historical records of meteor showers [12].
- (EN)  (1995) Periodic Comets Found in Historical Records[13].
- (EN)  (1996) Further Comments on the Identification of Meteor Showers Recorded by the Arabs[14].
- (EN)  (1996) Possible associations of daytime fireballs and minor planets[15].
- (EN)  (2001) Leonid meteors found in Chinese historical records[16].
- (EN)  (2001) Possible Kreutz Sungrazing Comets Found in Historical Records [17].
- (EN)  (2001) The new meteor shower η Eridanids[18].
- (EN)  (2002) Approximate Orbits of Ancient and Medieval Comets[19].

## Riconoscimenti
Gli è stato dedicato un asteroide, 3227 Hasegawa.